# Nazionale olimpica di calcio della Tunisia
La nazionale olimpica di calcio della Tunisia è la rappresentativa calcistica della Tunisia che rappresenta l'omonimo stato ai Giochi Olimpici. È posta sotto l'egida della Federazione calcistica della Tunisia.

## Partecipazioni ai tornei internazionali

### Giochi olimpici
| Anno | Luogo             | Piazzamento      | V | N | P | Gol  |
| ---- | ----------------- | ---------------- | - | - | - | ---- |
| 1952 | Helsinki          | Non partecipante | - | - | - | -    |
| 1956 | Melbourne         | Non partecipante | - | - | - | -    |
| 1960 | Roma              | Primo turno      | 0 | 0 | 3 | 3:11 |
| 1964 | Tokyo             | Non qualificata  | - | - | - | -    |
| 1968 | Città del Messico | Non qualificata  | - | - | - | -    |
| 1972 | Monaco di Baviera | Non qualificata  | - | - | - | -    |
| 1976 | Montréal          | Non qualificata  | - | - | - | -    |
| 1980 | Mosca             | Non qualificata  | - | - | - | -    |
| 1984 | Los Angeles       | Non qualificata  | - | - | - | -    |
| 1988 | Seul              | Primo turno      | 0 | 2 | 1 | 3:6  |
| 1992 | Barcellona        | Non qualificata  | - | - | - | -    |
| 1996 | Atlanta           | Primo turno      | 0 | 1 | 2 | 1:5  |
| 2000 | Sydney            | Non qualificata  | - | - | - | -    |
| 2004 | Atene             | Primo turno      | 1 | 1 | 1 | 4:5  |
| 2008 | Pechino           | Non qualificata  | - | - | - | -    |
| 2012 | Londra            | Non qualificata  | - | - | - | -    |
| 2016 | Rio de Janeiro    | Non qualificata  | - | - | - | -    |
| 2020 | Tokyo             | Non qualificata  | - | - | - | -    |

## Tutte le rose

### Giochi olimpici
Calcio ai Giochi Olimpici Estivi 1960P Ayachi, P Kanoun, P Loualid, D Ben Othman, D Chetali, D Dhaou, D Rouatbi, D Seghir, C Hanachi, C Kelibi, C Meddeb, C Sghaïer, A Ben Azzedine, A Ben Yahmed, A Chérif, A Kerrit, A Naji, A Tasco, A Touati, CT: Kristić
Calcio ai Giochi Olimpici Estivi 19881 Chouchane, 2 Ouahchi, 3 Chachat, 4 Mizouri, 5 Ben Naji, 6 Smirani, 7 Limam, 8 Abid, 9 Yakoubi, 10 Dhiab, 11 Rouissi, 12 Maâloul, 13 Mheddhebi, 14 Mahjoubi, 15 Ben Yahia, 16 Rannene, 17 Bousnina, 18 Okbi, 19 Baouab, 20 Fessi, CT: Piechniczek
Calcio ai Giochi Olimpici Estivi 19961 El Ouaer, 2 Ben Younes, 3 Baccouche, 4 Badra, 5 Mkacher, 6 Chouchane, 7 Kanzari, 8 Baya, 9 Gabsi, 10 Ghodhbane, 11 Sellimi, 12 Bokri, 13 Bouazizi, 14 Jaballah, 15 Jaïdi, 16 Baba, 17 Ben Chrouda, 18 Ben Slimane, CT: Kasperczak
Calcio ai Giochi Olimpici Estivi 20041 Fadhel, 2 Boussaïdi, 3 Haggui, 4 Yahia, 5 Trabelsi, 6 Ragued, 7 Massaoued, 8 Bhairi, 9 Zitouni, 10 Mouelhi, 11 Ltaïef, 12 Ayari, 13 Ben Yahia, 14 Traoui, 15 Clayton, 16 Merdassi, 17 Jedidi, 18 Khalloufi, CT: Labidi